# Temple de la Littérature de Hanoï
Pour les articles homonymes, voir Temple de la Littérature.
Le temple (en vietnamien : Văn Miếu-Quốc Tử Giám; hán tự: 文廟-國子監), ou sanctuaire du Prince propagateur des Lettres est un temple confucéen situé dans la partie ouest de la vieille ville d'Hanoï, capitale du Viêt Nam. C'est le plus important des mausolées de Confucius du pays. Il est divisé en cinq cours. Du temps de l'Indochine française, il était appelé par les coloniaux « la pagode des Corbeaux ». Son mur d'enceinte date de 1833,.

## Historique
Ce temple, qui n'avait pas de but strictement religieux, servait d'académie confucéenne. Il a été fondé en 1070 par le troisième empereur de la dynastie Ly, Lý Thánh Tông, à l'époque où la ville s'appelait Thang Long. C'est ici que les fils de sang royal, les fils de mandarins et de l'aristocratie poursuivaient leurs études pour devenir lettrés et hauts fonctionnaires, c'est-à-dire les « Fils de la Nation » (Quốc Tử Giám). Cet enseignement fut dispensé de 1076 à 1915.

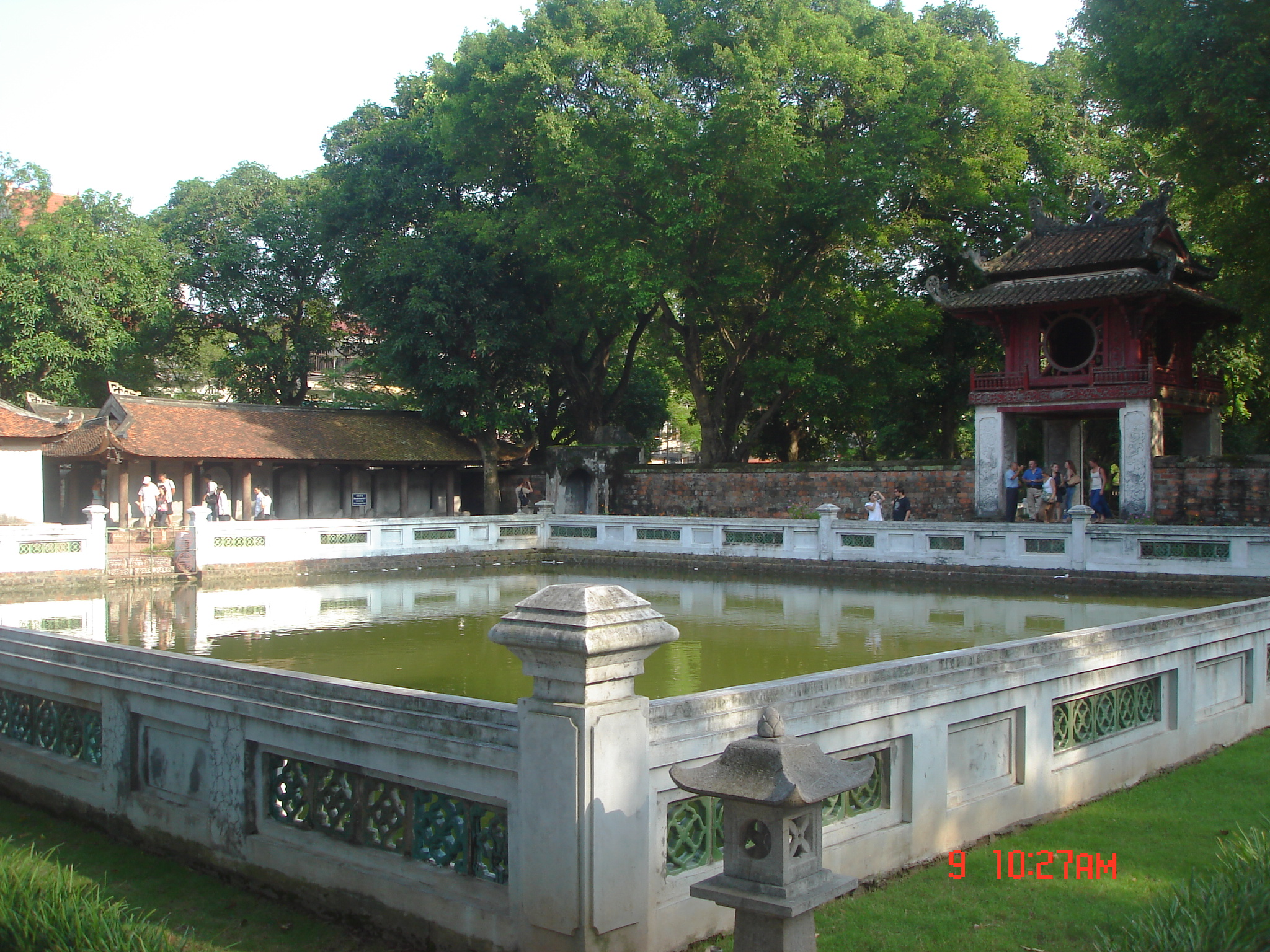
Vue du lac de la clarté céleste dans la troisième cour

La règle se basait sur l'enseignement de Confucius pratiqué au temple de Qufu (孔庙 Kǒng Miào).
À partir de 1165, les lauréats reçurent le titre de « grand lettré » (thái học sinh), et les trois premiers du concours reçurent en plus un titre spécifique à partir de 1247. Les femmes ne pouvaient pas assister au concours.
À l'époque de la dynastie Trần (1225 à 1400), le temple a été remanié à maintes reprises avec une succession de démolitions et de reconstructions. Sous le protectorat français, il est inscrit aux Monuments historiques en 1906. Il a été entièrement restauré en 1920 et en 1947 grâce aux travaux de l'École française d'Extrême-Orient. Mais ensuite, endommagé par la guerre d'Indochine, il a de nouveau été restauré en 1956. La dernière campagne de restauration remonte à l'an 2000.
C'est aujourd'hui l'un des points d'attraction culturelle et touristique majeurs de la capitale vietnamienne. Le billet de banque vietnamien de 100 000 dongs montre un aspect d'un des lieux du temple: « le lac de la clarté céleste ».
Un des piliers du temple porte l'inscription célèbre: « Le confucianisme gît partout, à l'est, à l'ouest, au sud et au nord; dignitaires et lettrés ont tous emprunté le même chemin. »

## Concours

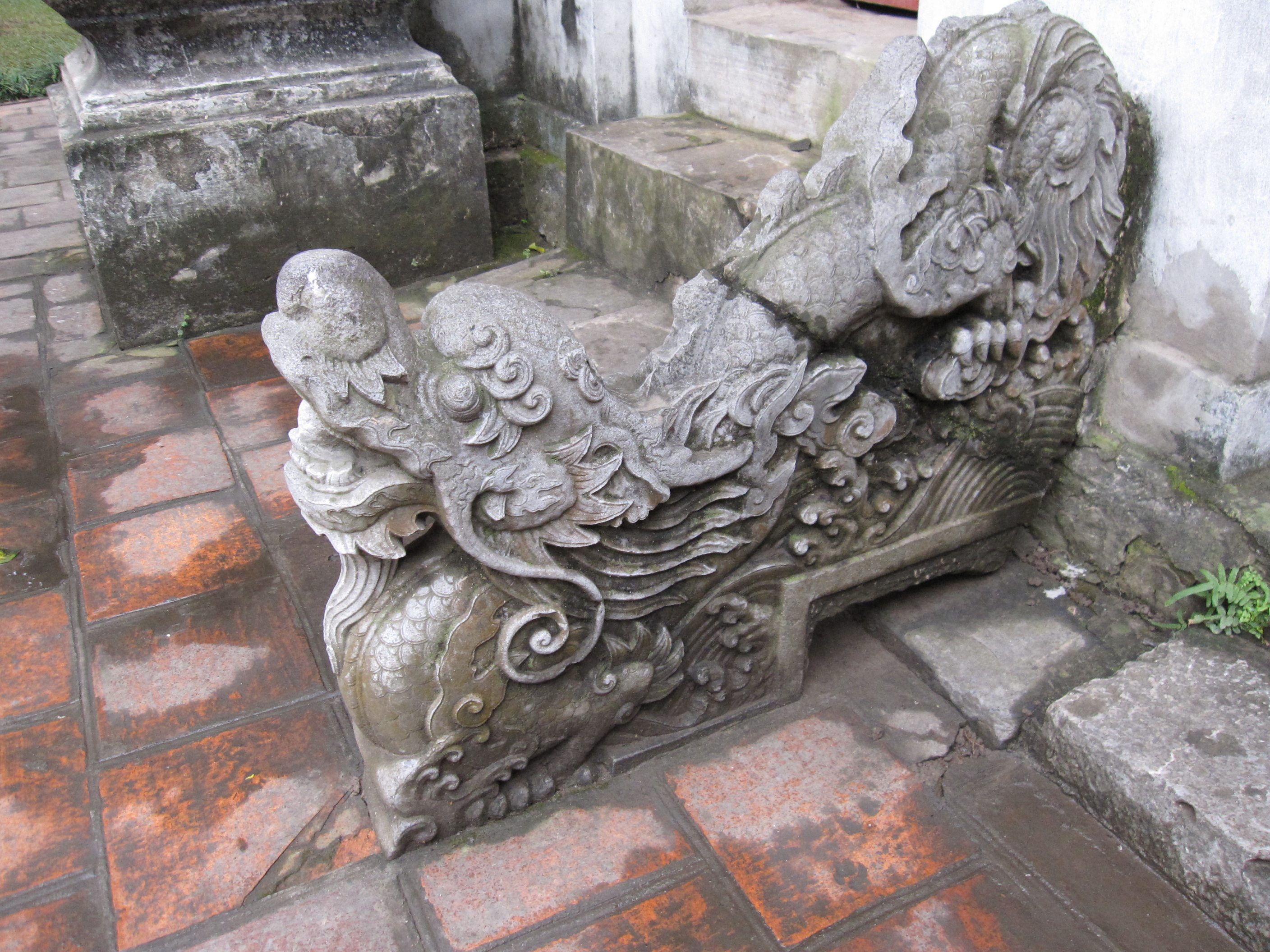
Détail d'un dragon

Le concours des Fils de la Nation comportait au XIVe siècle quatre épreuves: la transcription d'un texte appris par cœur, l'explication poétique d'un texte classique, la rédaction d'une ordonnance, d'un placet ou d'une proclamation impériale et enfin une dissertation libre.
Le lauréat (sur trois cent cinquante candidats) Mạc Đĩnh Chi (1272-1346), poète et futur ministre, fut autorisé à entrer à la Cité impériale par la porte du Dragon et - honneur insigne - à cueillir une fleur dans le jardin!
Le concours général est modifié au XVIIIe siècle. Seuls les licenciés des académies régionales et de la capitale peuvent s'y présenter. Ils doivent passer quatre épreuves: un commentaire sur les quatre livres canoniques et des quatre classiques confucéens (la Grande étude, le Juste milieu, les Entretiens et les œuvres de Mencius); une épreuve diplomatique; deux compositions en vers et une dissertation de philosophie politique.
Les lauréats recevaient un costume d'apparat et étaient invités à un grand banquet donné par l'empereur à la suite de quoi ils se voyaient offrir un cheval pour accomplir un retour fêté en triomphe dans leur ville ou village d'origine. Ensuite ils rentraient à Hanoï pour commencer leur fonction d'État. Mais au fil des ans, surtout à partir du XVIIIe siècle les lauréats se recrutent de plus en plus parmi les Hanoïens.

## Architecture

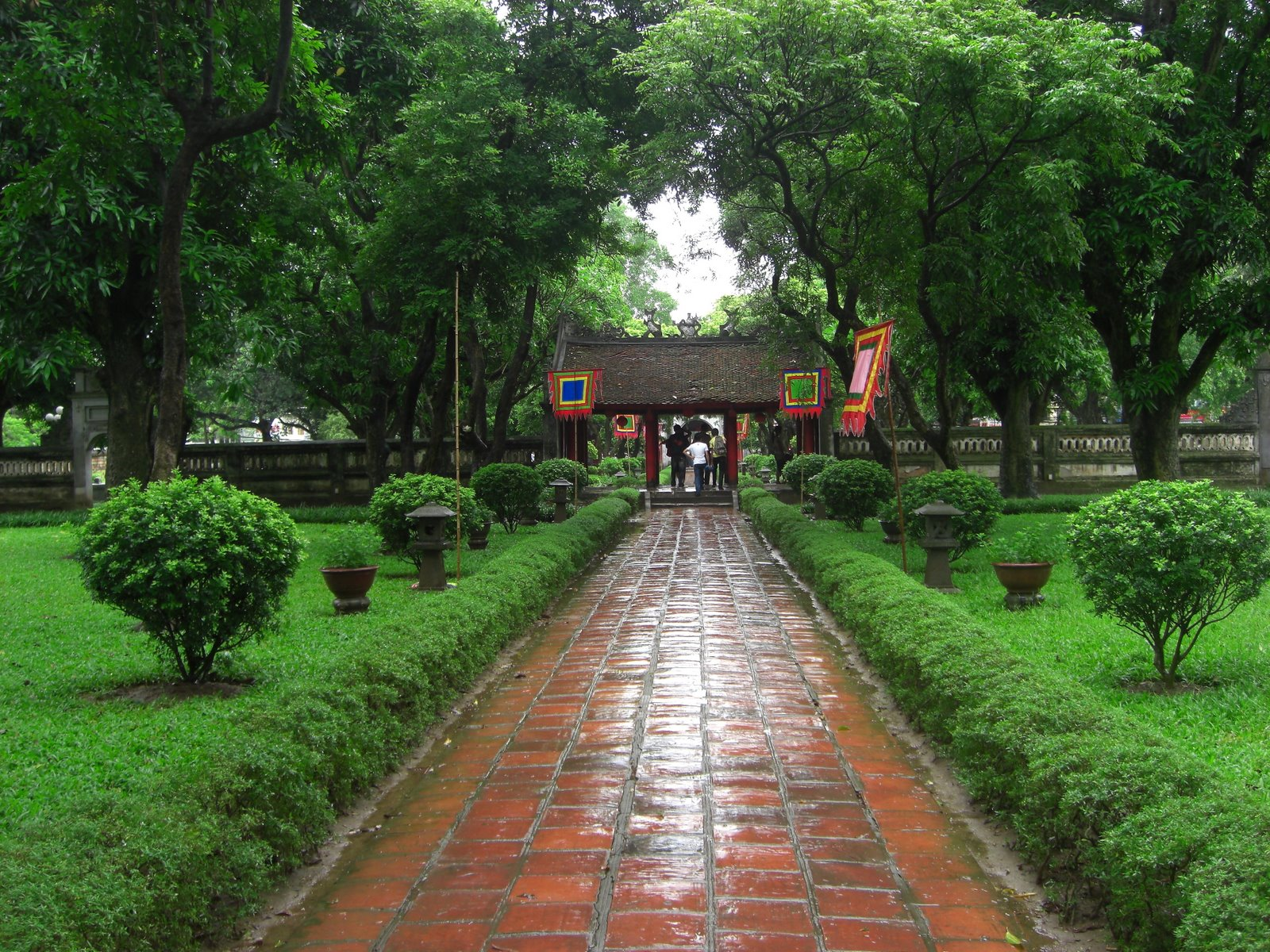
Allée centrale dans la première cour

Le temple est divisé en cinq cours intérieures séparées par des murs selon l'axe traditionnel chinois nord-sud. L'allée principale avec des portes était réservée aux seigneurs, tandis que les petites allées de côté servaient aux domestiques, serviteurs et soldats.

### Première cour
La triple porte d'entrée porte l'inscription « Debout pied-à-terre ! » qui s'adresse à tous sans distinction de rang ou de naissance. Deux dragons de pierre gardent l'entrée. C'est ici que commence l'axe principal.

### Deuxième cour
Une fois franchie la porte Dai Trung, le visiteur entre dans la deuxième cour. La porte des Talents accomplis (Dat Tai Mon) donne sur la gauche et à droite se trouve la petite porte de l'Acquisition de la vertu (Thanh Duc lun). La cour attenante possède un jardin. On entre alors dans le Khue Van Cac Mon avec un pavillon à étage (pavillon de la Constellation de la littérature) construit en 1802 qui servait de lieu de réunion pour les débats et les leçons des lettrés.

### Troisième cour

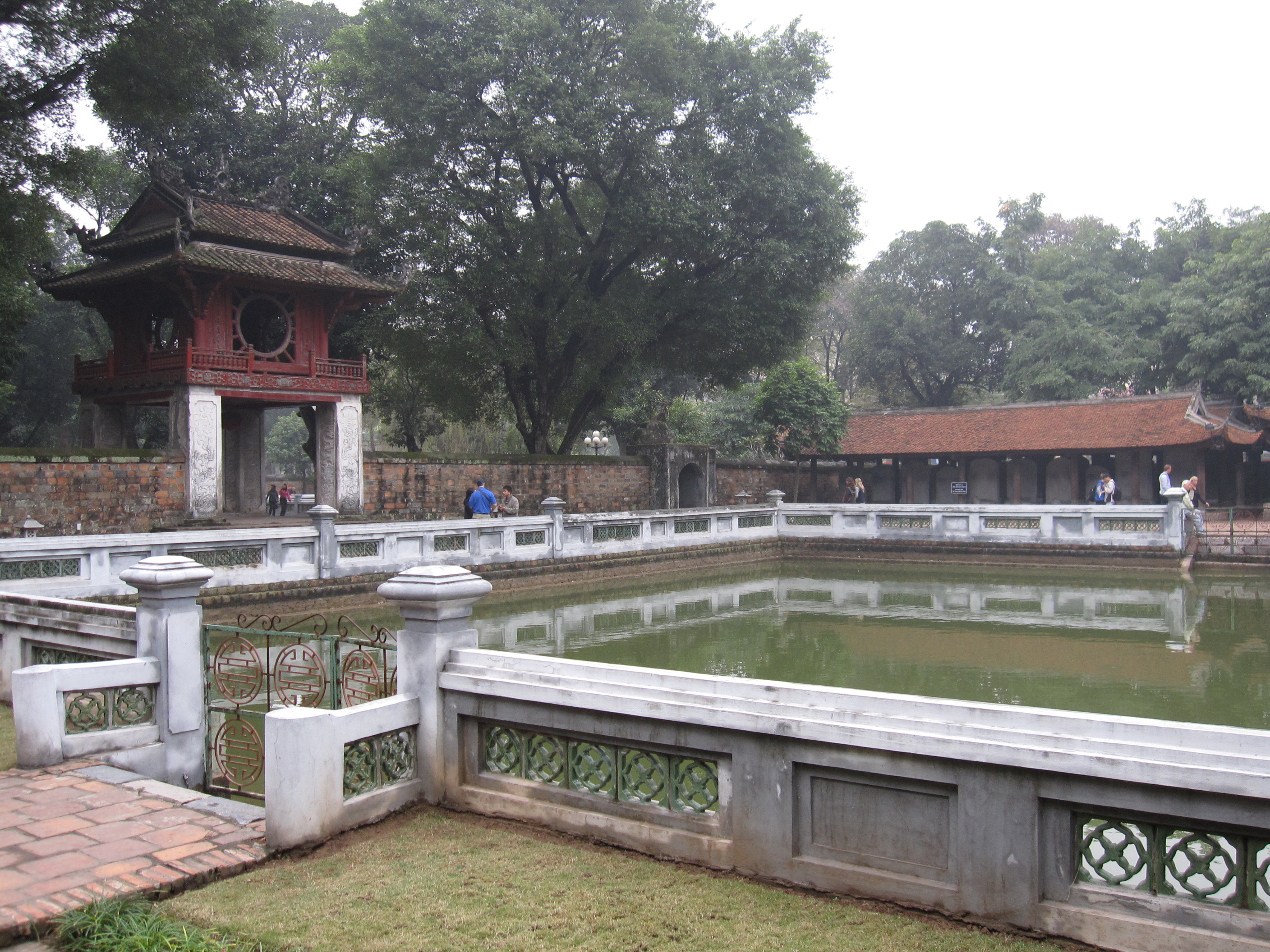
Le pavillon de la Constellation de la Littérature. Il symbolise l'élévation vers le ciel et se mire dans le bassin du lac de la Clarté céleste qui, lui, symbolise la terre.

Au-delà, s'ouvre une ouverture sous le pavillon de la Constellation des Lettres, construit en 1805 et symbole officiel aujourd'hui de la ville de Hanoï et donnant accès à la troisième cour qui possède un grand bassin rectangulaire appelé le lac de la clarté céleste, ainsi que quatre-vingt-deux stèles de pierre (trente-quatre autres stèles ayant disparu). Y sont inscrits les noms, les lieux de naissance et les résultats d'examen de 1 307 diplômés de l'académie confucéenne sous les dynasties Lê et Mạc, entre 1442 et 1779.
Tous les candidats ont ainsi reçu le titre le plus élevé, tien si (équivalent au titre de docteur). Chaque stèle repose sur la carapace d'une tortue, symbole de longévité et de force et également symbole de l'union de la terre et du ciel, à cause de sa carapace bombée et de son ventre plat. Certaines stèles présentent des motifs floraux et les symboles du yin et du yang. De puissants dragons ont été rajoutés au XVIIIe siècle.
Les stèles ont été rangées en ordre et abritées par une petite toiture en tuiles en 1863.
Lorsque la dynastie Nguyen s'empare du pouvoir en 1802, l'empereur Gia Long déplace l'académie à la nouvelle capitale impériale de Hué en  1807 et fait construire en 1808 le temple de la Littérature de Hué. Ainsi il n'y eut plus ici que la tenue d'examens mineurs, jusqu'à ce que l'enseignement cesse définitivement en 1915. Le temple de la Littérature ne servait plus principalement qu'à honorer la mémoire de Confucius et de ses proches.

### Quatrième cour

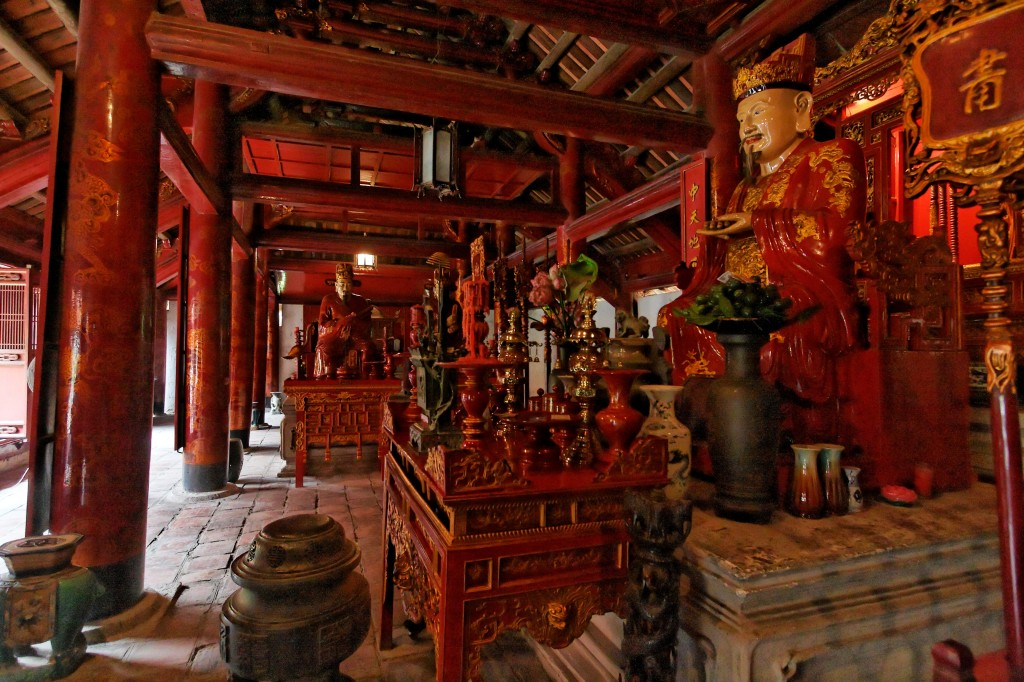
Confucius entouré de ses disciples

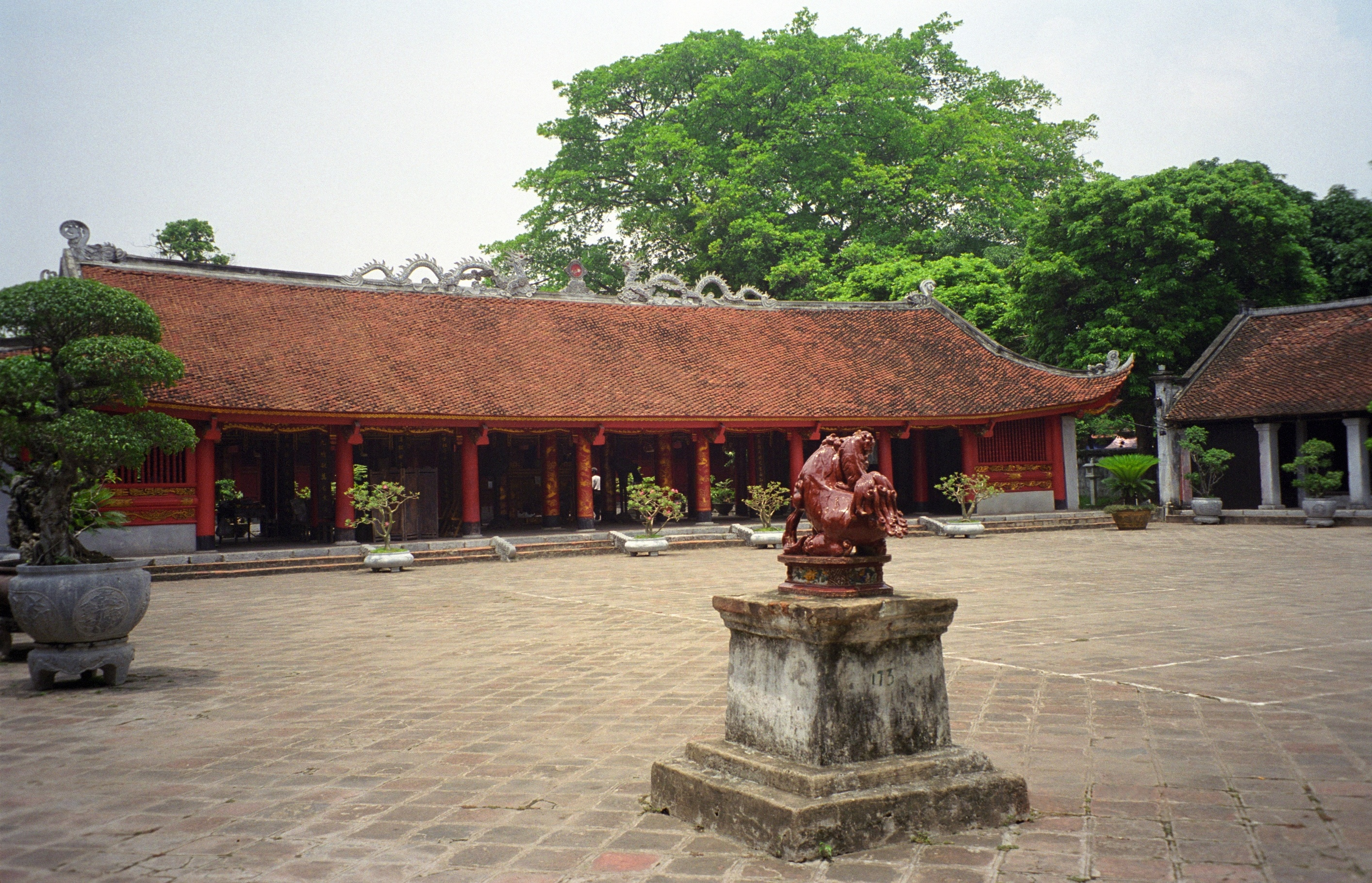
Vue de la quatrième cour avec le pavillon de cérémonie

La porte Dai Thanh (porte de la Grande synthèse) ouvre sur la quatrième cour qui constitue l'espace du véritable temple. Les pavillons des deux côtés comportent des statues et des autels en témoignage de gratitude aux soixante-douze disciples de Confucius. La mémoire des lettrés Truong Han Sieu et Chu Van An est particulièrement vénérée.
C'est du côté nord que se trouve le temple de Confucius qui est formé d'un grand pavillon de cérémonie (Dai Bai Dunong) et d'une salle de la Grande synthèse (Dai Thanh Dien) qui représente l'endroit le plus sacré. Son entrée était même interdite au souverain.
Une statue de Confucius occupe le milieu de la salle dans une semi-obscurité. Confucius est encadré de ses quatre disciples les plus proches et les plus authentiques, Yan Hui (Nhan Uyên), Zengzi (Tăng Sâm), Zisi (Tử Tư), et Mencius (Mạnh Tử). Deux autels latéraux sont dédiés à dix autres disciples distingués.
Le grand pavillon de cérémonie quant à lui est un bâtiment trapu avec une toiture aux pans incurvés. La salle réservée à l'autel est de couleur rouge et or. C'est ici que le souverain offrait des sacrifices devant ses mandarins au son des trompettes et des gongs. Le visiteur remarque des sculptures de tortues, et des sculptures de bronze gravé représentant des phénix, des dragons, des fruits et des lotus, ainsi que le symbole du ying et du yang, de même que çà et là des poteries de porcelaine avec des bonzaïs. Deux grues flanquent l'autel, symbolisant le transport de l'âme au ciel.
Cette cour accueille aussi aujourd'hui un petit magasin de souvenirs et de cartes postales, ainsi qu'un petit musée.

### Cinquième cour

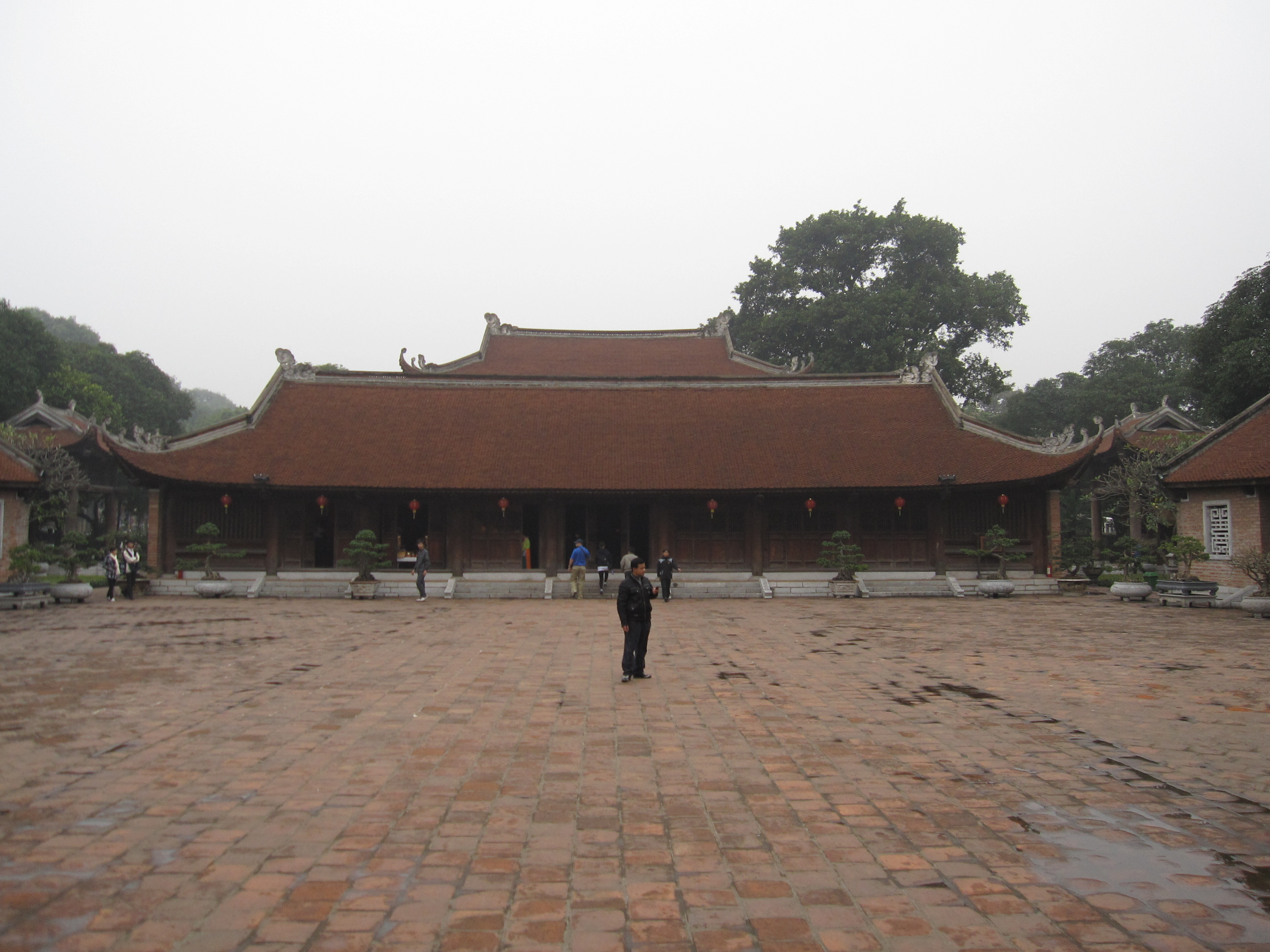
Cinquième cour avec l'académie des Fils de la Nation

La dernière cour était réservée à l'académie du pays dite des Fils de la Nation (Quoc Tu Giam). C'est ici que se trouvaient depuis l'origine les salles de cours et de leçons, ainsi que les dortoirs des élèves à partir du XVe siècle, le tout formant un grand bâtiment fermant la cour au nord. Une statue du recteur Chu Văn An (1292-1370) se trouve au rez-de-chaussée.
Une petite porte à gauche mène dans un jardin au milieu duquel se trouve un clocher. Symétriquement à droite du grand bâtiment de l'académie, le jardinet du nord-est comporte le grand tambour.
L'apparence de cet espace - qui a été détruit pendant la guerre d'Indochine - a été transformée dans le cadre des rénovations et reconstructions récentes pour y loger les gardiens à gauche et les fonctionnaires à droite dans deux bâtiments de faible hauteur.

## Patrimoine mondial de l'Unesco

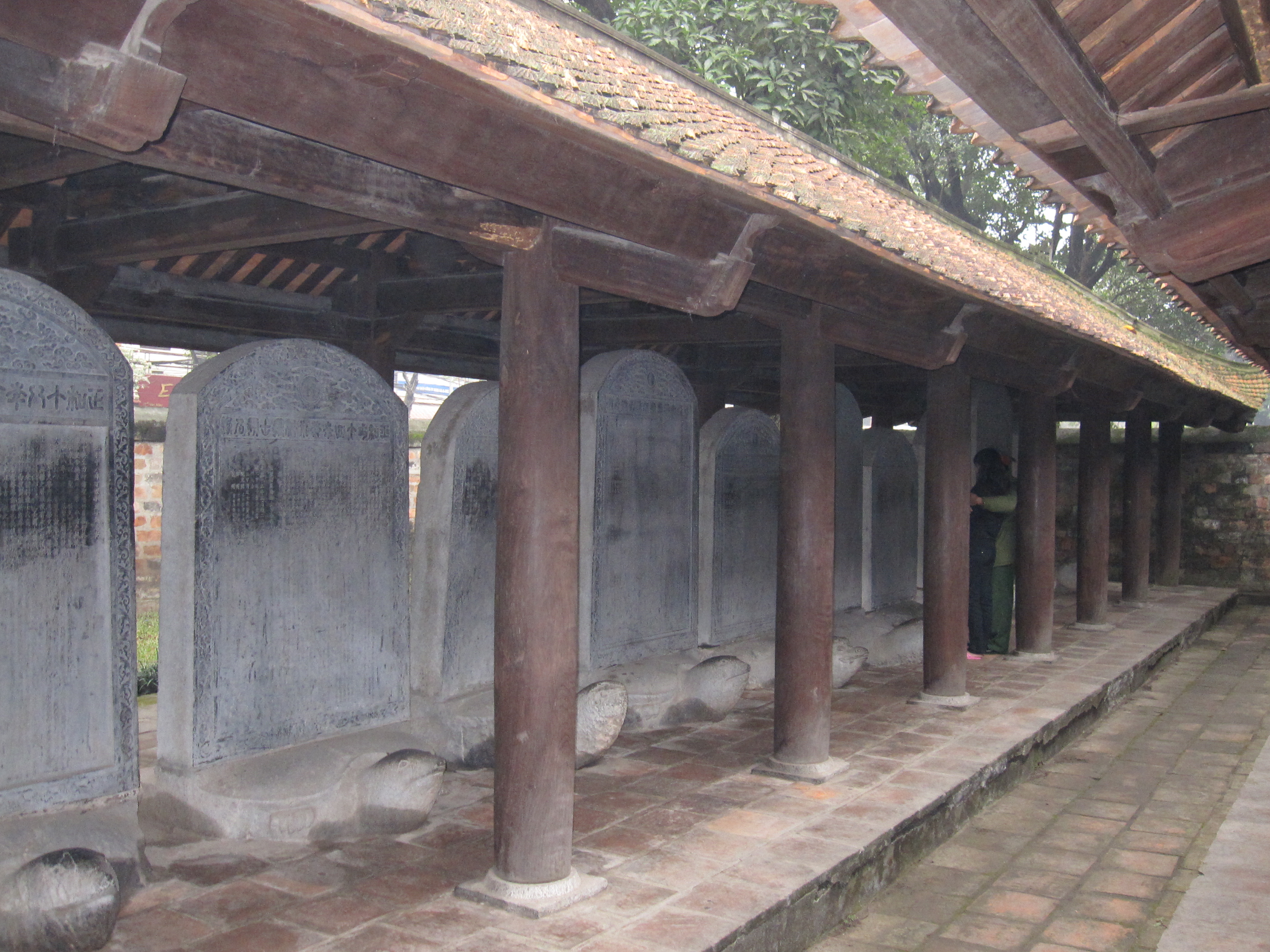
Stèles reposant sur les carapaces des tortues

Les quatre-vingt-deux stèles ont été inscrites à la liste du patrimoine mondial de l'Unesco, le 9 mars 2010.

## Environs
Le temple de la Littérature se trouve au sud de la cité impériale de Thang Long. Il s'étend sur 54 000 mètres carrés, y compris le lac de la Littérature (Ho Van Chuong) et le parc Giam.
Deux kilomètres plus loin, en direction de l'est, on arrive au lac Hoan Kiem.

## Notes et références

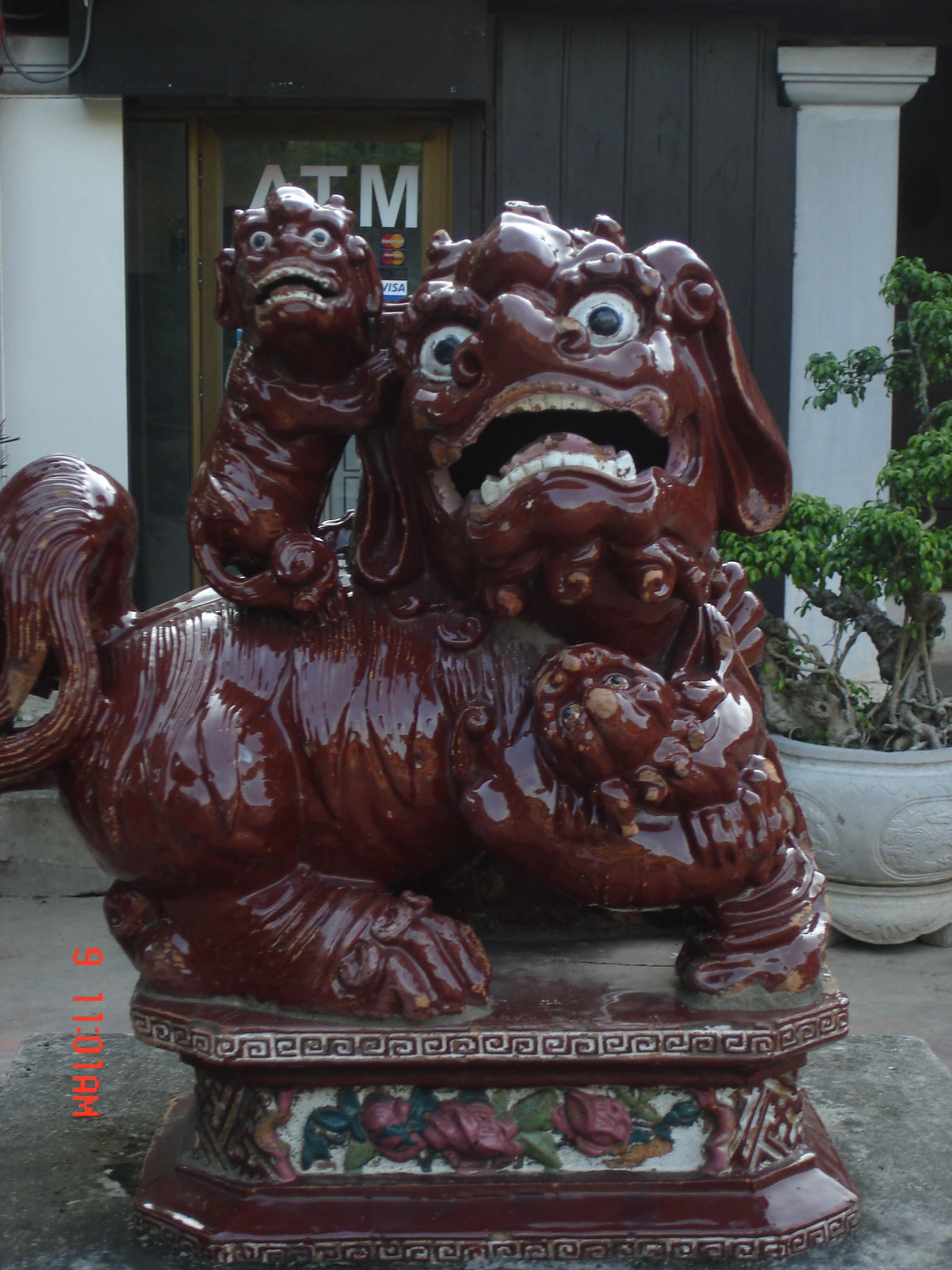
Détail d'un dragon de la quatrième cour